# Udom Gabriel Emmanuel
Pour les articles homonymes, voir Emmanuel.
Udom Gabriel Emmanuel (né le 11 juillet 1966) est un homme politique nigérian qui a été gouverneur de l'État d'Akwa Ibom de 2015 à 2023.

## Biographie
Udom Gabriel Emmanuel est né le 11 juillet 1966. Son père, Gabriel Emmanuel Nkenang était professeur. Emmanuel et sa famille sont  membres de l' Organisation de l'Église Évangélique (QIC), du Nigeria.

## Carrière politique
En juillet 2013, il est nommé Secrétaire du Gouvernement de l'État de l'État d'Akwa Ibom.
En 2015, il a été élu Gouverneur de l'État d'Akwa Ibom, Nigeria. Fonctionnant sous la plate-forme du Parti Démocratique du Peuple (PDP), il a gagné avec 999,071 de votes pour battre le candidat du APC Umana Okon Umana qui a récolté 89,865 voix .

## Prix et distinctions
Le 18 mars 2017 Udom Emmanuel a remporte le "2016 Leadership award" pour le Meilleur Gouverneur de l'Année,,.